# Christian Wolff (compositore 1705-1773)
Christian Wolff (Naundorf, 1705 – Dahlen, 1773) è stato un compositore tedesco del periodo barocco.

## Biografia
Studiò a Dresda e Lipsia e fu prima kapellmeister e poi rettore e organista a Dahlen.

## Opere
- 23 cantate conservate a Mügeln, Norimberga e Rossach.
- Cantata Mit Fried und Freud ich fahr dahin

## Discografia
- Cantata Mit Fried und Freud ich fahr dahin Klaus Mertens, Accademia Daniel, dir Shalev Ad-El, 2007.